# Liste der Eisenbahnlinien in Schleswig-Holstein
Die Liste der Eisenbahnlinien in Schleswig-Holstein enthält die Linien des Schienenpersonenfernverkehrs (SPFV) und des Schienenpersonennahverkehrs (SPNV) in Schleswig-Holstein. (Stand: Jahresfahrplan 2023)

## Fernverkehr
| Zuggattung               | Zuglauf | Fahrzeuge im Regelbetrieb       | Verkehrsunternehmen                | Takt (in SH)                                                                             |
| ------------------------ | --- | ------------------------------- | ---------------------------------- | ---------------------------------------------------------------------------------------- |
| Intercity-Express-Linien | |                                 |                                    |                                                                                          |
| ICE 4                    | Stuttgart – Mannheim – Frankfurt (Main) – Hannover – Hamburg – Neumünster – Kiel | ICE 4 (dreizehnteilig)          | DB Fernverkehr                     | ICE 1094 (bis 31.03.)                                                                    |
| ICE 11                   | Kiel – Hamburg – Hannover – Kassel-Wilhelmshöhe – Frankfurt (Main) – Mannheim – Stuttgart – München                                                                                        | ICE 4 (zwölfteilig)             | DB Fernverkehr                     | ICE 595/596 (ab 01./02.04.)                                                              |
| ICE 12 (ab 01.04.)       | Kiel – Hamburg – Hannover – Kassel-Wilhelmshöhe – Frankfurt (Main) – Mannheim – Basel (– Bern – Interlaken Ost)                                                                            | ICE 4 (zwölfteilig)             | DB Fernverkehr                     | ICE 270/370/377 (Kiel ↔ Basel) ICE 74/75/77 (Kiel ↔ Zürich)                              |
| ICE 12 (ab 01.04.)       | Kiel – Hamburg – Hannover – Kassel-Wilhelmshöhe – Frankfurt (Main) – Mannheim – Basel (– Bern – Interlaken Ost)                                                                            | ICE 4 (zwölfteilig)             | DB Fernverkehr                     | ICE 279 (Kiel → Basel)                                                                   |
| ICE 12 (ab 01.04.)       | Kiel – Hamburg – Hannover – Kassel-Wilhelmshöhe – Frankfurt (Main) – Mannheim – Basel (– Bern – Interlaken Ost)                                                                            | ICE 4 (dreizehnteilig)          | DB Fernverkehr                     | ICE 371/373 (Kiel → Interlaken)                                                          |
| ICE 18                   | Kiel – Hamburg-Altona – Berlin Hbf – Berlin Südkreuz – Halle (Saale) – Erfurt – Nürnberg – Augsburg – München                                                                              | ICE 4 (zwölfteilig)             | DB Fernverkehr                     | ICE 801/804 Kieler Bucht                                                                 |
| ICE 20 (bis 31.03.)      | Kiel – Hamburg – Hannover – Kassel-Wilhelmshöhe – Frankfurt (Main) – Mannheim – Basel – Zürich (– Chur)                                                                                    | ICE 4 (dreizehnteilig)          | DB Fernverkehr                     | ICE 73 (Kiel → Chur) ICE 74/75/77 (Kiel ↔ Zürich)                                        |
| ICE 20 (bis 31.03.)      | Kiel – Hamburg – Hannover – Kassel-Wilhelmshöhe – Frankfurt (Main) – Mannheim – Basel – Zürich (– Chur)                                                                                    | ICE 4 (zwölfteilig)             | DB Fernverkehr                     | ICE 474/1171 (Kiel ↔ Basel)                                                              |
| ICE 22                   | Kiel – Hamburg – Kassel-Wilhelmshöhe – Frankfurt (Main) – Frankfurt (M) Flughafen Fernbf – Mannheim – Stuttgart                                                                            | ICE 4 (dreizehnteilig)          | DB Fernverkehr                     | ICE 573 (bis 31.03.)                                                                     |
| ICE 25                   | Lübeck – Hamburg – Hannover – Kassel-Wilhelmshöhe – Würzburg – Nürnberg – München – Kassel – Fulda – Würzburg – Nürnberg – Ingolstadt – München                                            | ICE 2 (402)                     | DB Fernverkehr                     | ICE 584/585 (bis 31.03.) ICE 681/682                                                     |
| ICE 25                   | Lübeck – Hamburg – Hannover – Kassel-Wilhelmshöhe – Würzburg – Nürnberg – München – Kassel – Fulda – Würzburg – Nürnberg – Ingolstadt – München (– Kufstein – Wörgl – Schwarzach-St. Veit) | ICE T (411)                     | DB Fernverkehr                     | ICE 585/586 (ab 01.04.) (nur Ri. Schwarzach: 27.05. – 09.09.)                            |
| ICE 25                   | Kiel – Hamburg – Hannover – Kassel-Wilhelmshöhe – Würzburg – Nürnberg – München | ICE 4 (dreizehnteilig)          | DB Fernverkehr                     | ICE 882/885 (bis 31.03.)                                                                 |
| ICE 25                   | Kiel – Hamburg – Hannover – Erfurt – Nürnberg – München | ICE 4 (dreizehnteilig)          | DB Fernverkehr                     | ICE 882/885 (ab 01.04.)                                                                  |
| ICE 25                   | Frankfurt am Main – Kassel-Wilhelmshöhe – Hannover – Hamburg – Kiel | ICE 4 (dreizehnteilig)          | DB Fernverkehr                     | ICE 1088                                                                                 |
| ICE 39                   | Lübeck – Hamburg – Münster (nur Ri. Lübeck) – Essen – Düsseldorf – Köln | ICE 1 (LDV)                     | DB Fernverkehr                     | ICE 736/737 Lübecker Bucht (ab 26.05.)                                                   |
| ICE 42                   | Kiel – Hamburg – Bremen – Münster – Dortmund – Wuppertal – Köln – Frankfurt (M) Flughafen Fernbf – Mannheim – Stuttgart – München                                                          | ICE 4 (dreizehnteilig)          | DB Fernverkehr                     | ICE 612/613 Kieler Förde                                                                 |
| ICE 42                   | Kiel – Hamburg – Bremen – Münster – Dortmund – Essen – Düsseldorf – Köln – Frankfurt (M) Flughafen Fernbf – Frankfurt (Main) – Mannheim – Heidelberg – Stuttgart – München                 | ICE 4 (dreizehnteilig)          | DB Fernverkehr                     | ICE 618/619 (618 nicht am 26.08.) ICE 1018 (nur am 26.08.)                               |
| Intercity-Linien         | |                                 |                                    |                                                                                          |
| IC 26                    | Westerland – Hamburg – Hannover – Kassel-Wilhelmshöhe – Gießen – Frankfurt (Main) – Darmstadt – Heidelberg – Karlsruhe (– Stuttgart)                                                       | 218 / 101 + 9 IC-Wagen          | DB Fernverkehr                     | IC 2374/2375 Wattenmeer                                                                  |
| IC 26                    | Kurswagen Wattenmeer (19./20.06. – 09./10.09.) Niebüll – Dagebüll Mole | 2 IC-Wagen                      | DB Fernverkehr                     | IC 2376 (19.06. – 09.09.) IC 2377 (20.06. – 10.09.)                                      |
| IC 27                    | Flensburg – / Kiel – Hamburg – Berlin Hbf – Berlin Südkreuz – Dresden | 193 (Vectron MS) + 8–9 EC-Wagen | DB Fernverkehr / České dráhy       | IC 1075/1078/1979 (bis 13.02., ab 30.10.)                                                |
| IC 27                    | Berlin Südkreuz – Berlin Hbf – Hamburg – Flensburg | 193 (Vectron MS) + 11 IC-Wagen  | DB Fernverkehr / České dráhy       | IC 2070                                                                                  |
| IC 27                    | Westerland – Hamburg – Berlin Hbf – Berlin Südkreuz | 218 / 101 + 9 IC-Wagen          | DB Fernverkehr                     | IC 2074/2075 Uthlande                                                                    |
| IC 27                    | Kurswagen Uthlande (25.03. – 05.11.) Niebüll – Dagebüll Mole | 2 IC-Wagen                      | DB Fernverkehr                     | IC 2076/2077 (25.03. – 05.11.)                                                           |
| IC 39                    | Westerland – Hamburg – Bremen – Münster – Essen – Düsseldorf – Köln | 218 / 101 + 11 IC-Wagen         | DB Fernverkehr                     | IC 2214/2215 Deichgraf IC 2310/2311 Nordfriesland                                        |
| IC 39                    | Kurswagen Deichgraf (25.03. – 05.11.) Niebüll – Dagebüll Mole | 3 IC-Wagen                      | DB Fernverkehr                     | IC 2216/2217 (25.03. – 05.11.)                                                           |
| IC 39                    | Kurswagen Nordfriesland (25./26.03. – 04./05.11.) Niebüll – Dagebüll Mole | 3 IC-Wagen                      | DB Fernverkehr                     | IC 2312 (25.03. – 04.11.) IC 2313 (26.03. – 05.11.)                                      |
| IC 39                    | Lübeck – Hamburg – Münster (nur Ri. Lübeck) – Essen – Düsseldorf – Köln | 101 + 7 IC-Wagen                | DB Fernverkehr                     | IC 2408/2409 Lübecker Bucht (bis 25.05.)                                                 |
| IC 75                    | Hamburg – Padborg – Odense – København H | 2–3 × DSB MF                    | DB Fernverkehr / Danske Statsbaner | 1 Zugpaar (tgl.) + 2 Zugpaare (bis 16.06., ab 21.08.) + 4 Zugpaare (17.06. – 20.08.)     |
| IC 75                    | Hamburg – Kiel – Flensburg – Padborg – Fredericia – Odense – København (– Københavns Lufthavn)                                                                                             | 2 × DSB MF                      | DB Fernverkehr / Danske Statsbaner | 1 Zugpaar (bis 01./02.01., 17./18.06. – 10./11.09.) IC 390 (bis 30.12., 16.06. – 09.09.) |
| IC 76                    | Hamburg – Flensburg – Padborg – Fredericia – Aarhus H | 2 × DSB MF                      | DB Fernverkehr / Danske Statsbaner | 2 Zugpaare (bis 16.06., ab 21.08.) 2 Zugpaare (17.06. – 20.08.)                          |
| Eurocity-Linien          | |                                 |                                    |                                                                                          |
| EC 27                    | Flensburg – / Kiel – Hamburg – Berlin Hbf – Berlin Südkreuz – Dresden – Bad Schandau – Decin hl.n. – Praha-Holesovice – Praha hl.n.                                                        | 193 (Vectron MS) + 8–9 EC-Wagen | DB Fernverkehr / České dráhy       | EC 174/175 (Flensburg ↔ Prag) EC 378/379 (Kiel ↔ Prag)                                   |

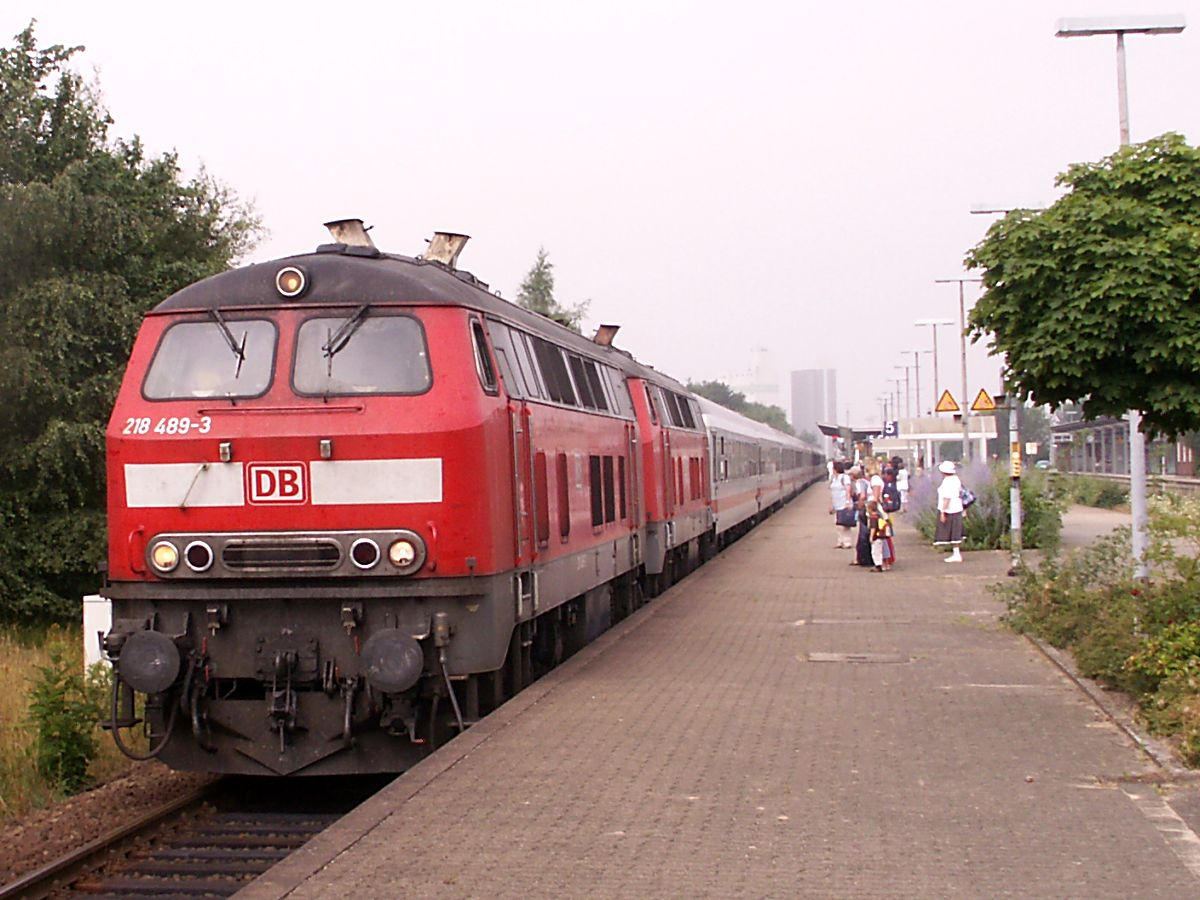
DB-Intercity in Husum (2007)
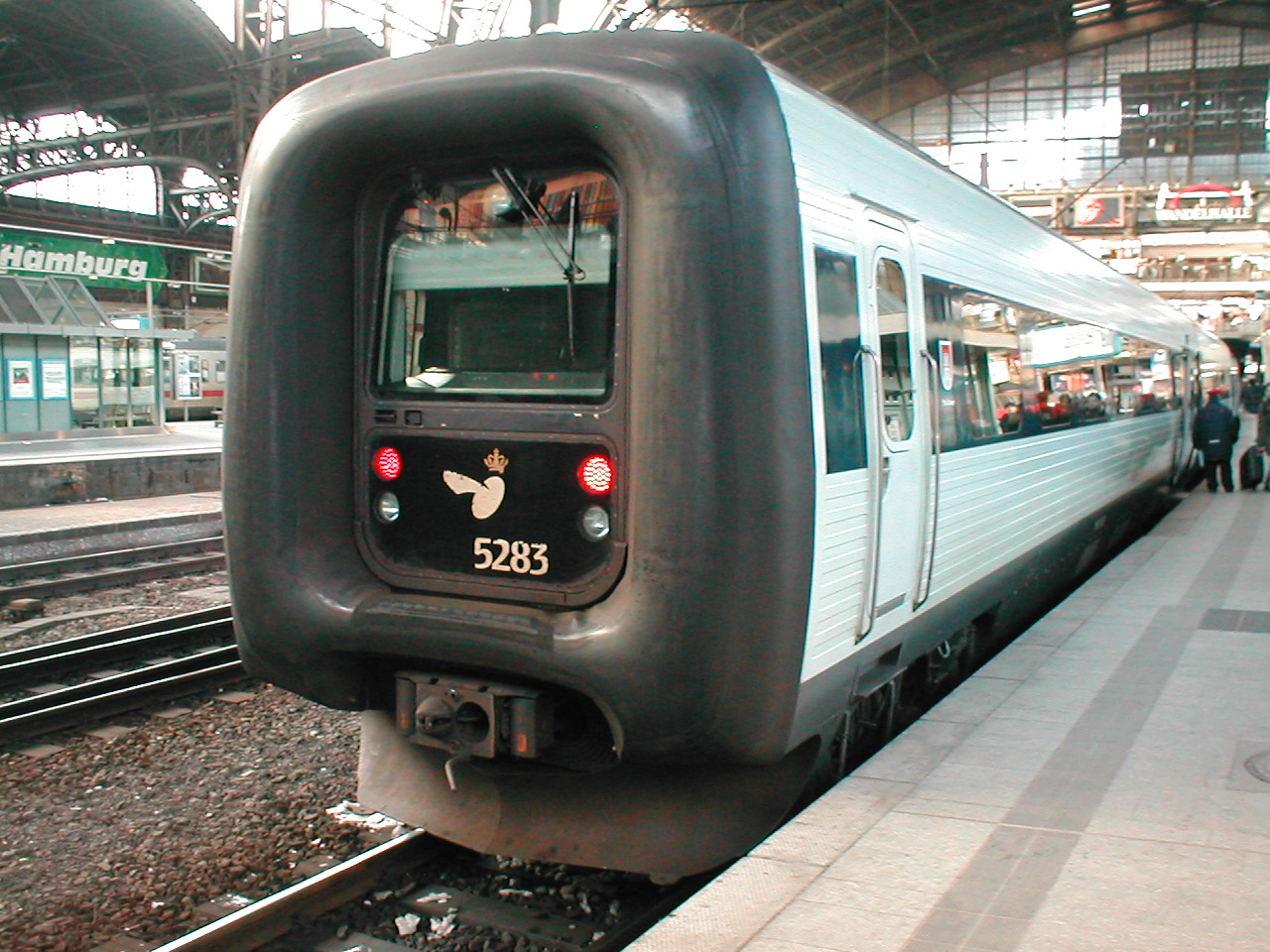
DSB MF aus Dänemark in Hamburg (2005)

## Nah- und Regionalverkehr (Stand: Dezember 2024)
| Linie | Zuglauf | KBS      | Fahrzeuge im Regelbetrieb                                                                | Verkehrsunternehmen                                         | Takt |
| --- | --- | -------- | ---------------------------------------------------------------------------------------- | ----------------------------------------------------------- | --- |
| Regional-Express | |          |                                                                                          |                                                             | |
| RE 1 | Hanse-Express Hamburg Hbf – Hamburg-Bergedorf – Schwarzenbek – Müssen – Büchen – Schwerin Hbf – Bad Kleinen – Rostock Hbf | 100, 102 | 146.3 + 5 Doppelstockwagen                                                               | DB Regio Nordost                                            | 30 min (Hamburg–Büchen, HVZ) 60 min (Hamburg–Schwerin, HVZ) 60 min (Hamburg–Büchen, NVZ) 120 min (Hamburg–Rostock)                                                                                         |
| RE 4 | Lübeck Hbf – Bad Kleinen – Bützow – Güstrow – Teterow – Neubrandenburg – Pasewalk – Grambow – Stettin | 175      | 1–2 × 623 (LINT 41)                                                                      | DB Regio Nordost                                            | 60 min (Lübeck–Bad Kleinen) 120 min (Lübeck–Stettin) |
| RE 6 | Hamburg-Altona – Elmshorn – Itzehoe – Heide (Holst) – Husum – Niebüll (DB) – Klanxbüll – Morsum – Keitum – Westerland (Sylt) | 130      | 1–2 × 245 + 4–12 Married-Pair-Wagen 218 / 245 + 5 Doppelstockwagen                       | DB Regio Schleswig-Holstein                                 | 30 min (Niebüll–Westerland) 60 min (Hamburg–Westerland) Verstärker (Westerland–Bredstedt/Husum) |
| RE 7 | Hamburg Hbf – Pinneberg (zeitweise) – Elmshorn – Wrist (zeitweise) – Neumünster (Zugteilung) – Bordesholm – Kiel Hbf / – Rendsburg – Schleswig – Flensburg | 103, 131 | 2 × 445 (Twindexx, vierteilig)                                                           | DB Regio Schleswig-Holstein                                 | 60 min |
| RE 8 | Hamburg Hbf – Bad Oldesloe – Reinfeld (Holst) – Lübeck Moisling – Lübeck Hbf – Lübeck-Travemünde Strand | 104      | 1–3 × 445 (KISS, vierteilig)                                                             | DB Regio Schleswig-Holstein                                 | 60 min |
| RE 8X | Sprinter Hamburg Hbf – Hamburg Hasselbrook – Lübeck Hbf | 104      | 1× 445 (KISS, vierteilig)                                                                | DB Regio Schleswig-Holstein                                 | zwei Zugpaare (Mo–Fr) |
| RE 70 | Hamburg Hbf – Elmshorn – Wrist – Neumünster – Bordesholm – Kiel Hbf | 131      | 1–2 × 445 (Twindexx, vierteilig) 112 / 146.1 / 146.3 + 6 Doppelstockwagen                | DB Regio Schleswig-Holstein                                 | 60 min |
| RE 72 | Kiel Hbf – Eckernförde | 146      | 1–2 × FLIRT Akku                                                                         | Nordbahn Eisenbahngesellschaft                              | 60 min |
| RE 72 | Boren-Lindaunis Schleibrücke Nord – Flensburg | 146      | 1–2 × FLIRT Akku                                                                         | Nordbahn Eisenbahngesellschaft                              | 60 min |
| RE 74 | Kiel Hbf – Rendsburg – Schleswig – Jübek – Husum | 134      | 1–2 × FLIRT Akku                                                                         | Nordbahn Eisenbahngesellschaft                              | 60 min |
| RE 80 | Hamburg Hbf – Ahrensburg – Bad Oldesloe – Reinfeld (Holst) – Lübeck Moisling – Lübeck Hbf | 104      | 1–2 × 445 (KISS, vierteilig)                                                             | DB Regio Schleswig-Holstein                                 | 60 min |
| RE 83 | Kiel Hbf – Preetz – Plön – Eutin – Lübeck Hbf – Ratzeburg – Büchen – Lüneburg | 145      | 1–2 × FLIRT Akku                                                                         | erixx Holstein                                              | 60 min |
| RE 86 | Lübeck Hbf – Lübeck-Travemünde Skandinavienkai – Lübeck-Travemünde Strand | 104      | 1 × 445 (KISS, vierteilig)                                                               | DB Regio Schleswig-Holstein                                 | 60 min (Sa–So; April–Oktober) |
| Regionalbahn | |          |                                                                                          |                                                             | |
| RB 61 | Hamburg Hbf – Pinneberg – Elmshorn – Glückstadt – Itzehoe | 130      | Stadler Flirt 3                                                                          | Nordbahn Eisenbahngesellschaft                              | 60 min |
| RB 62 | Heide (Holst) – Meldorf – St. Michaelisdonn – Wilster – Itzehoe | 130      | 1–2 × 622 (LINT 54)                                                                      | DB Regio Schleswig-Holstein                                 | 60 min |
| RB 63 | Neumünster – Hohenwestedt – Nordhastedt – Heide (Holst) – Büsum | 132      | 1–2 × FLIRT Akku                                                                         | Nordbahn Eisenbahngesellschaft                              | 60 min (Neumünster–Hohenwestedt) 60 min (Heide–Büsum) 120 min (Neumünster–Büsum) |
| RB 64 | Husum – Tönning – Garding – Tating – Bad St. Peter-Ording | 135      | 1–2 × FLIRT Akku                                                                         | Nordbahn Eisenbahngesellschaft                              | 60 min |
| RB 65 | Niebüll (neg) – Deezbüll – Maasbüll – Dagebüll Mole (Kleinbahn Niebüll–Dagebüll) | 136      | ÖBB 5047 / 628.9/629                                                                     | Norddeutsche Eisenbahngesellschaft Niebüll                  | 60 min |
| RB 66 | Niebüll (DB) – Uphusum – Süderlügum – Tønder | 136.1    | ÖBB 5047 / 628.9/629                                                                     | Norddeutsche Eisenbahngesellschaft Niebüll                  | 60 min (HVZ) 120 min (NVZ) |
| RB 71 | Hamburg-Altona – Pinneberg – Elmshorn – Wrist / (– Itzehoe) | 131      | Stadler Flirt 3                                                                          | Nordbahn Eisenbahngesellschaft                              | 60 min |
| RB 73 | Kiel Hbf – Eckernförde – Rieseby Schleibrücke Süd | 146      | 1–2 × FLIRT Akku                                                                         | Nordbahn Eisenbahngesellschaft                              | 60 min |
| RB 76 | Kiel Hbf – Kiel Schulen am Langsee – Kiel-Ellerbek – Kiel-Oppendorf | 133      | FLIRT Akku                                                                               | erixx Holstein                                              | 60 min |
| RB 81 | Hamburg Hbf – Hamburg-Wandsbek – Hamburg-Rahlstedt – Ahrensburg – Bargteheide – Bad Oldesloe | 104      | 112 / 146.1 + 6 Doppelstockwagen                                                         | DB Regio Schleswig-Holstein (Im Auftrag der S-Bahn Hamburg) | 15 min (Hamburg–Ahrensburg, HVZ) 30 min (Hamburg–Bargteheide) 60 min (Hamburg–Bad Oldesloe) |
| RB 82 | Bad Oldesloe – Bad Segeberg – Wahlstedt – Neumünster | 142      | 1–2 × FLIRT Akku                                                                         | Nordbahn Eisenbahngesellschaft                              | 60 min |
| RB 84 | Kiel Hbf – Kiel-Elmschenhagen – Preetz – Plön – Eutin – Pönitz – Pansdorf – Bad Schwartau – Lübeck Hbf | 145      | 1–2 × FLIRT Akku                                                                         | erixx Holstein                                              | 60 min |
| RB 85 | Lübeck Hbf – Bad Schwartau – Timmendorfer Strand – Sierksdorf – Neustadt (Holst) | 140      | 1–3 × 648 (LINT 41)                                                                      | DB Regio Schleswig-Holstein                                 | 60 min (Lübeck–Neustadt) SEV (Sierksdorf-Puttgarden bis vsl. 2027, siehe X 85) |
| X 85 | Expressbus Lübeck Hbf – Haffkrug – Lehnsahn – Oldenburg (Holst) – Großenbrode – Fehmarn-Burg – Puttgarden | 145      | Neoplan Skyliner                                                                         | Autokraft (Im Auftrag der DB Regio Schleswig-Holstein)      | 60 min (SEV) |
| S-Bahn | |          |                                                                                          |                                                             | |
| | Wedel – Blankenese – Klein Flottbek – Othmarschen – Altona – Landungsbrücken – Jungfernstieg – Hamburg Hbf – Berliner Tor – Hasselbrook – Barmbek – Ohlsdorf (Zugteilung) – Hamburg Airport / – Poppenbüttel | 101.1    | 2 × 474                                                                                  | S-Bahn Hamburg                                              | 4/6 min (Poppenbüttel–Blankenese, HVZ) 10 min (Airport/Poppenb.–Blankenese, NVZ) 10 min (Airport/Poppenb.–Wedel, HVZ) 20 min (Airport/Poppenb.–Wedel, NVZ)                                                 |
| Nachtverkehr (Fr/Sa und Sa/So von ca. 00:30 bis 04:00): Wedel – Blankenese – Klein Flottbek – Othmarschen – Altona – Landungsbrücken – Jungfernstieg – Hamburg Hbf – Berliner Tor – Hasselbrook – Barmbek – Ohlsdorf – Poppenbüttel                                                                          | 20 min (Poppenbüttel–Blankenese) 60 min (Poppenbüttel–Wedel) | 101.1    | 2 × 474                                                                                  | S-Bahn Hamburg                                              | |
| | Altona – Holstenstraße – Sternschanze – Dammtor – Hamburg Hbf – Berliner Tor – Tiefstack – Billwerder-Moorfleet – Bergedorf – Reinbek – Wohltorf – Aumühle | 101.21   | 2 × 490 2 × 474                                                                          | S-Bahn Hamburg                                              | 4/6 min (Altona–Bergedorf, HVZ) 10 min (Altona–Bergedorf, NVZ) 10 min (Altona–Aumühle, HVZ) 20 min (Altona–Aumühle, NVZ)                                                                                   |
| Nachtverkehr (Fr/Sa und Sa/So von ca. 00:30 bis 04:00): Altona – Holstenstraße – Sternschanze – Dammtor – Hamburg Hbf – Berliner Tor – Tiefstack – Billwerder-Moorfleet – Bergedorf | 20 min (Altona–Bergedorf) 60 min (Altona–Aumühle) | 101.21   | 2 × 490 2 × 474                                                                          | S-Bahn Hamburg                                              | |
| | Pinneberg – Thesdorf – Halstenbek – Krupunder – Elbgaustraße – Eidelstedt – Diebsteich – Altona – Landungsbrücken – Jungfernstieg – Hamburg Hbf – Hammerbrook – Wilhelmsburg – Harburg – Harburg Rathaus – Neugraben | 101.3    | 2–3 × 474 2–3 × 490                                                                      | S-Bahn Hamburg                                              | 10 min |
| Nachtverkehr (Fr/Sa und Sa/So von ca. 00:30 bis 04:00): Pinneberg – Thesdorf – Halstenbek – Krupunder – Elbgaustraße – Eidelstedt – Diebsteich – Altona – Landungsbrücken – Jungfernstieg – Hamburg Hbf – Hammerbrook – Wilhelmsburg – Harburg – Harburg Rathaus – Neugraben – Buxtehude – Horneburg – Stade | 2 × 474 2 × 490 | 101.3    | 20 min (Elbgaustraße–Neugraben) 60 min (Elbgaustraße–Stade) 60 min (Pinneberg–Neugraben) | S-Bahn Hamburg                                              | |
| AKN Eisenbahn | |          |                                                                                          |                                                             | |
| A1 | (Eidelstedt –) Burgwedel – Schnelsen – Quickborn – Ulzburg Süd | 137      | 2 × LHB VT 2E (VTA)                                                                      | AKN Eisenbahn GmbH                                          | 20 min (Eidelstedt–Burgwedel, SEV) 20 min (Burgwedel–Ulzburg Süd) |
| A2 | Neumünster – Bad Bramstedt – Kaltenkirchen – Ulzburg Süd – Meeschensee – Haslohfurth – Quickborner Straße – Friedrichsgabe – Moorbekhalle – Norderstedt Mitte | 137, 138 | LINT 54                                                                                  | AKN Eisenbahn GmbH / Verkehrsgesellschaft Norderstedt       | 10 min (Norderstedt–Kaltenkirchen, HVZ) 20 min (Norderstedt–Kaltenkirchen, NVZ) 20/40 min (Kaltenkirchen–Bad Bramstedt) 60 min (Bad Bramstedt–Neumünster)                                                  |
| A3 | Elmshorn – Langenmoor – Sparrieshoop – Barmstedt – Langeln – Alveslohe – Henstedt-Ulzburg – Ulzburg Süd | 139      | LHB VT 2E (VTA) / LINT 41 (1 Umlauf, 2021 bis 2024)                                      | AKN Eisenbahn GmbH                                          | 30 min (Elmshorn–Barmstedt) 60 min (Barmstedt–Ulzburg Süd) |
| U-Bahn Hamburg | |          |                                                                                          |                                                             | |
| U1 | Norderstedt Mitte – Garstedt – Ochsenzoll – Langenhorn Markt – Fuhlsbüttel Nord – Ohlsdorf – Kellinghusenstraße – Stephansplatz – Jungfernstieg – Hauptbahnhof Süd – Lübecker Straße – Wartenau – Wandsbeker Chaussee – Wandsbek Markt – Wandsbek-Gartenstadt – Farmsen – Berne – Volksdorf – Ohlstedt / – Ahrensburg West – Schmalenbeck – Großhansdorf | -        | 2 × DT4 3 × DT5                                                                          | Hamburger Hochbahn / Verkehrsgesellschaft Norderstedt       | 5 min (Ohlsdorf–Farmsen, von/nach Norderstedt u. Volksdorf nur HVZ) 10 min (Norderstedt–Volksdorf, von/nach Ohlstedt/Großhansdorf nur HVZ) 20 min (Norderstedt–Großhansdorf) 20 min (Norderstedt–Ohlstedt) |

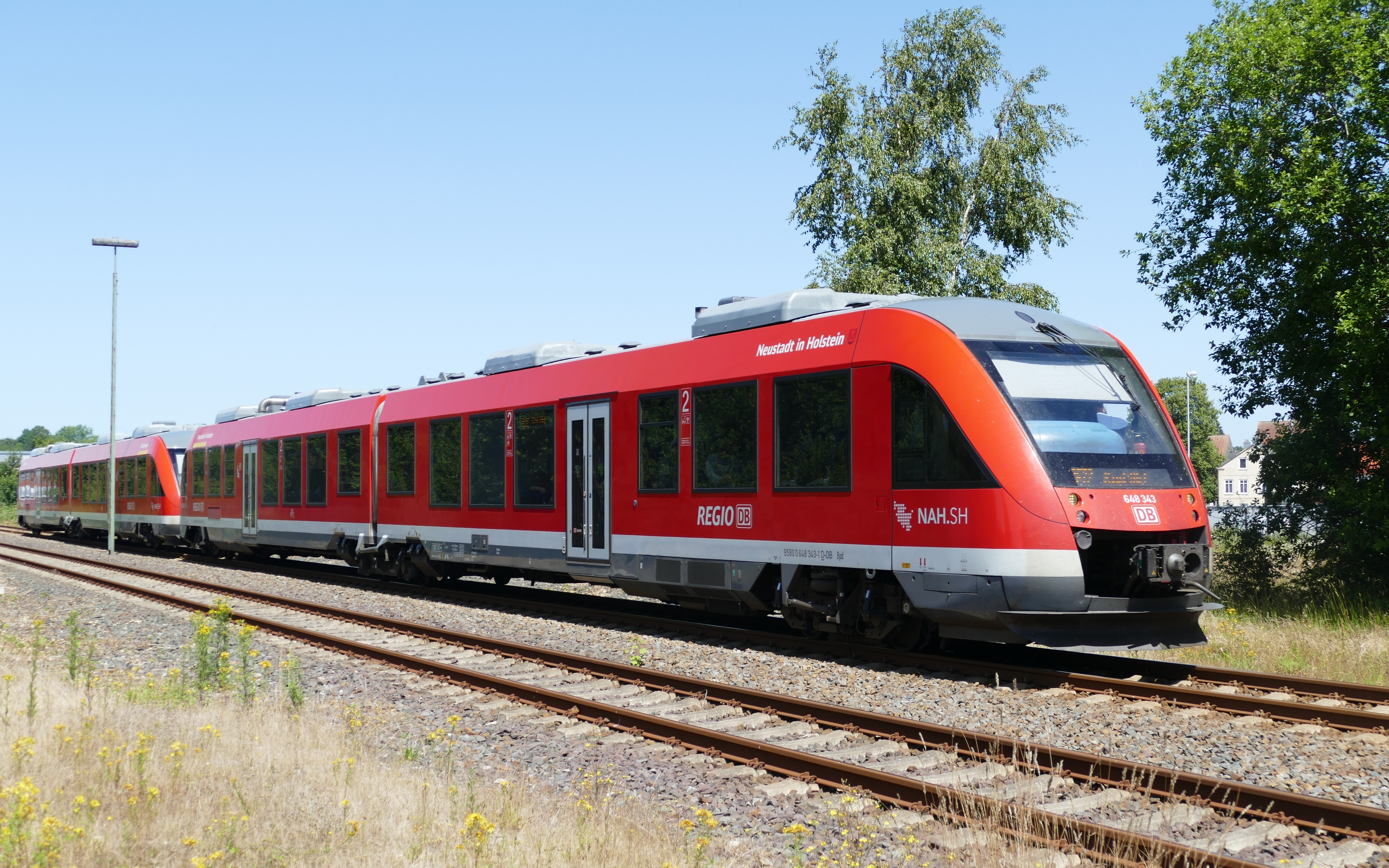
LINT 41 (648.3) der DB Regio Schleswig-Holstein
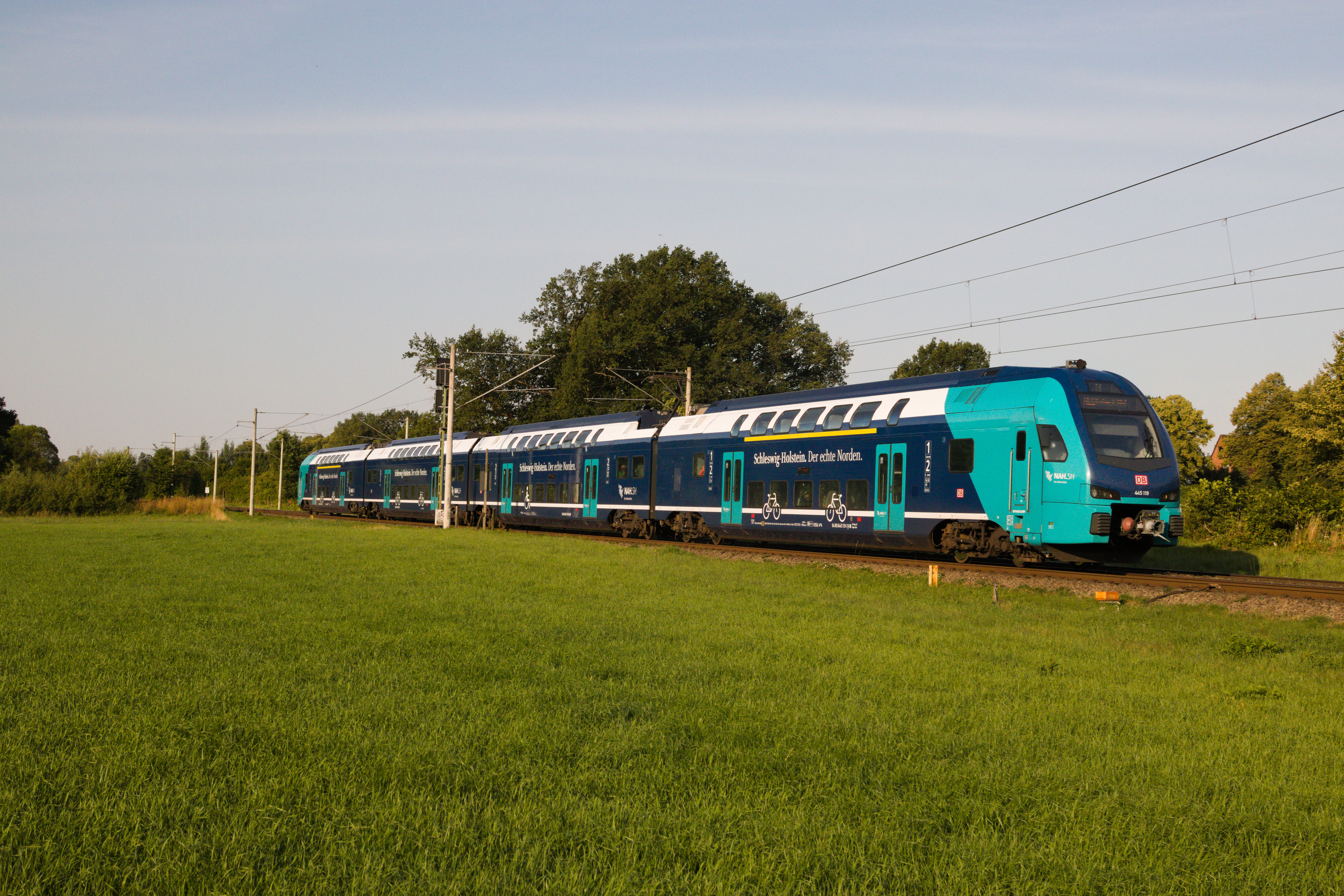
Stadler KISS der DB Regio Schleswig-Holstein
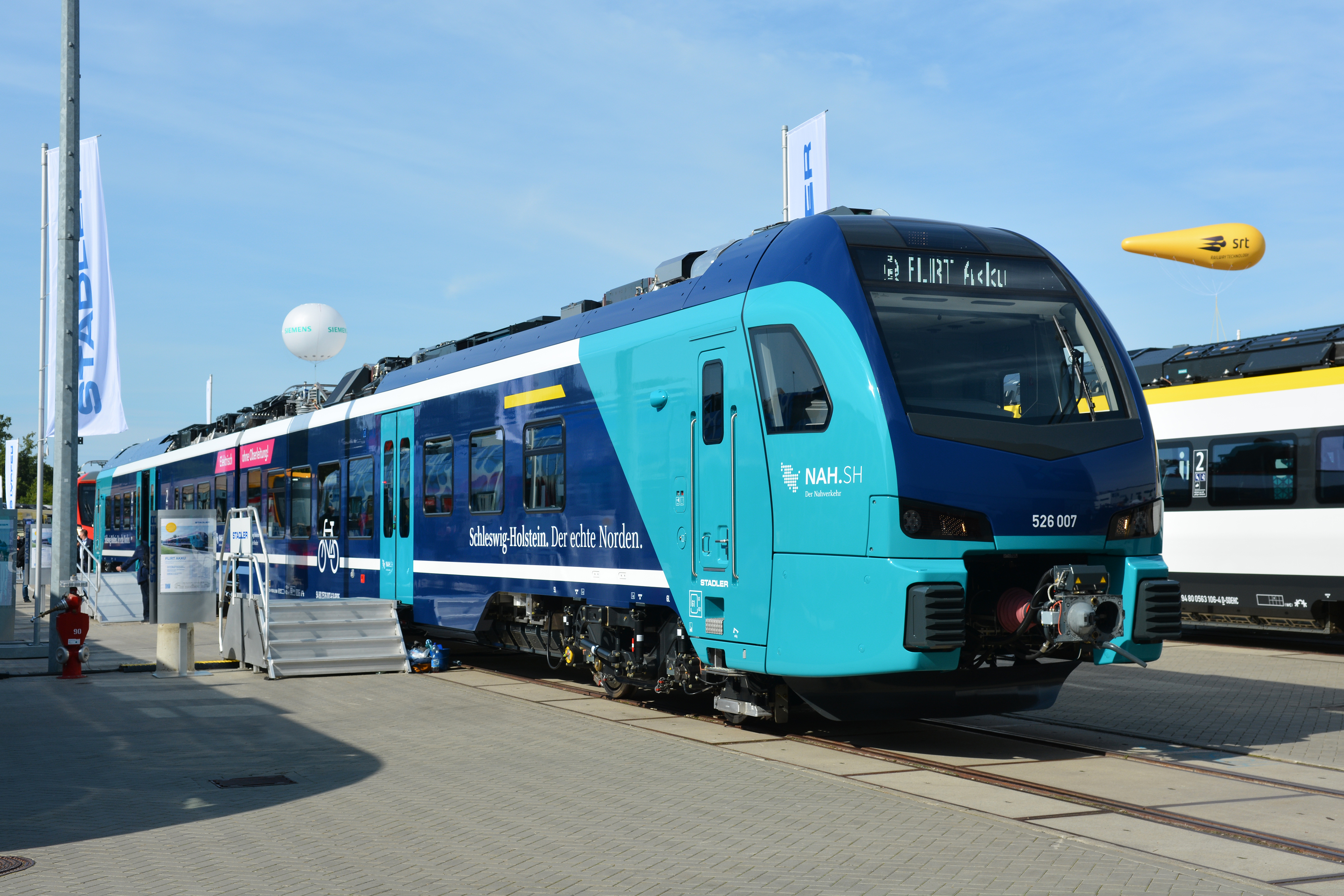
Flirt Akku
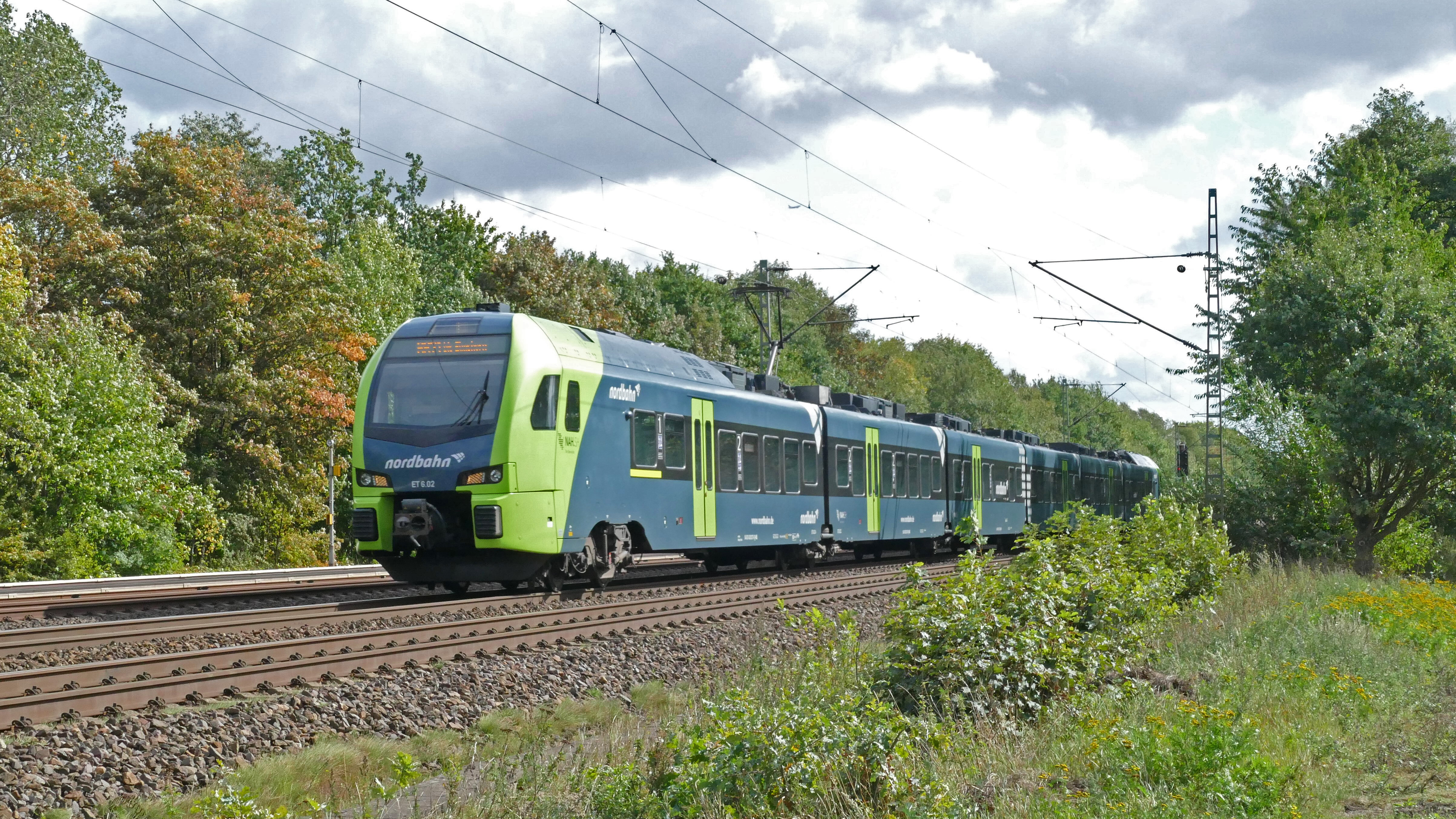
Flirt 3 der Nordbahn
Baureihe 490 der S-Bahn Hamburg
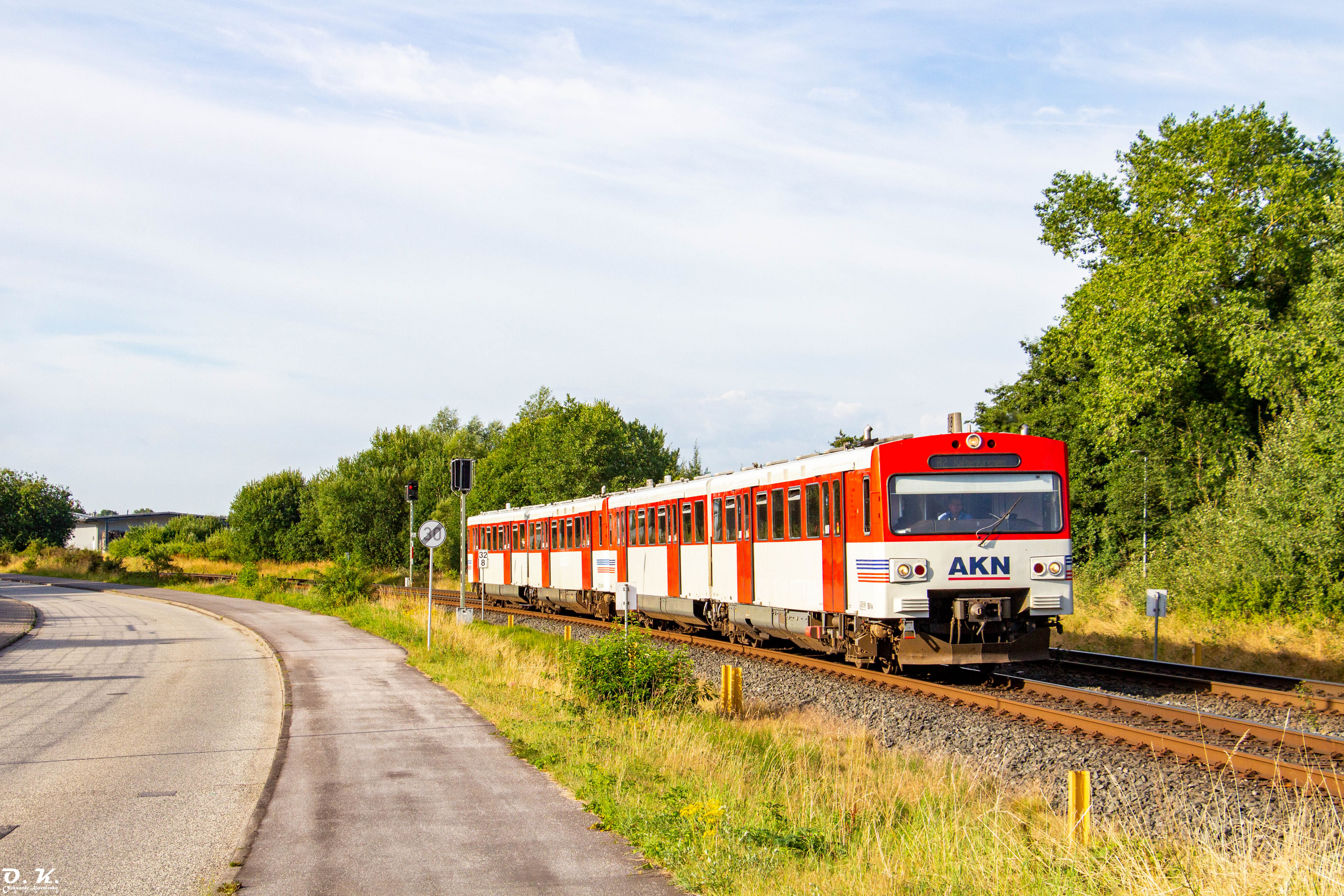
AKN 68 vom Typ VTA

## Änderungen durch Ausschreibungen
Das künftig mit Akkutriebwagen betriebene XMU-Netz wurde in drei Losen ausgeschrieben. Das Los Ost mit den Linien RE 83, RB 76 und RB 84 wird seit Dezember 2022 durch die Erixx GmbH bedient. Das Los Nord mit den Linien RE 72, RE 74, RB 64, RB 73 und RB 75 wird ab Dezember 2023 durch die nordbahn bedient. Ursprünglich sollte die RDC AUTOZUG Sylt die Strecken in diesem Los übernehmen, doch die DB Regio klagte vor dem OLG Schleswig-Holstein gegen die Entscheidung. Im Los Ost-West mit den Linien RB 63 und RB 82 wird auch über 2023 hinaus die nordbahn fahren.